# Технологія виготовлення та декорування давньогрецької кераміки
Технологія виготовлення та декорування давньогрецької кераміки завжди цікавила не тільки археологів, істориків мистецтва, але й представників точних наук.
Вперше усі етапи виготовлення кераміки Стародавньої Греції розглянула 1923 року американська дослідниця Жизела Ріхтер у праці «The craft of Athenian pottery». Наступним важливим етапом на шляху пізнання технології виробництва давньогрецької кераміки стали дослідження німецького археолога Теодора Шумана, який зумів встановити склад чорного лаку (див. Чорнолакова кераміка). У післявоєнний час з'явилась низка публікацій про окремі стадії та прийоми виробництва аттичної кераміки. Серед них і донині найбільшу цінність являють праці британського археолога Джона Бізлі «Potters and Painters in Ancient Athens» 1944 року, а також Джозефа Ноубля «The Techniques of Painted Attic Pottery».

## Видобуток та підготовка глини

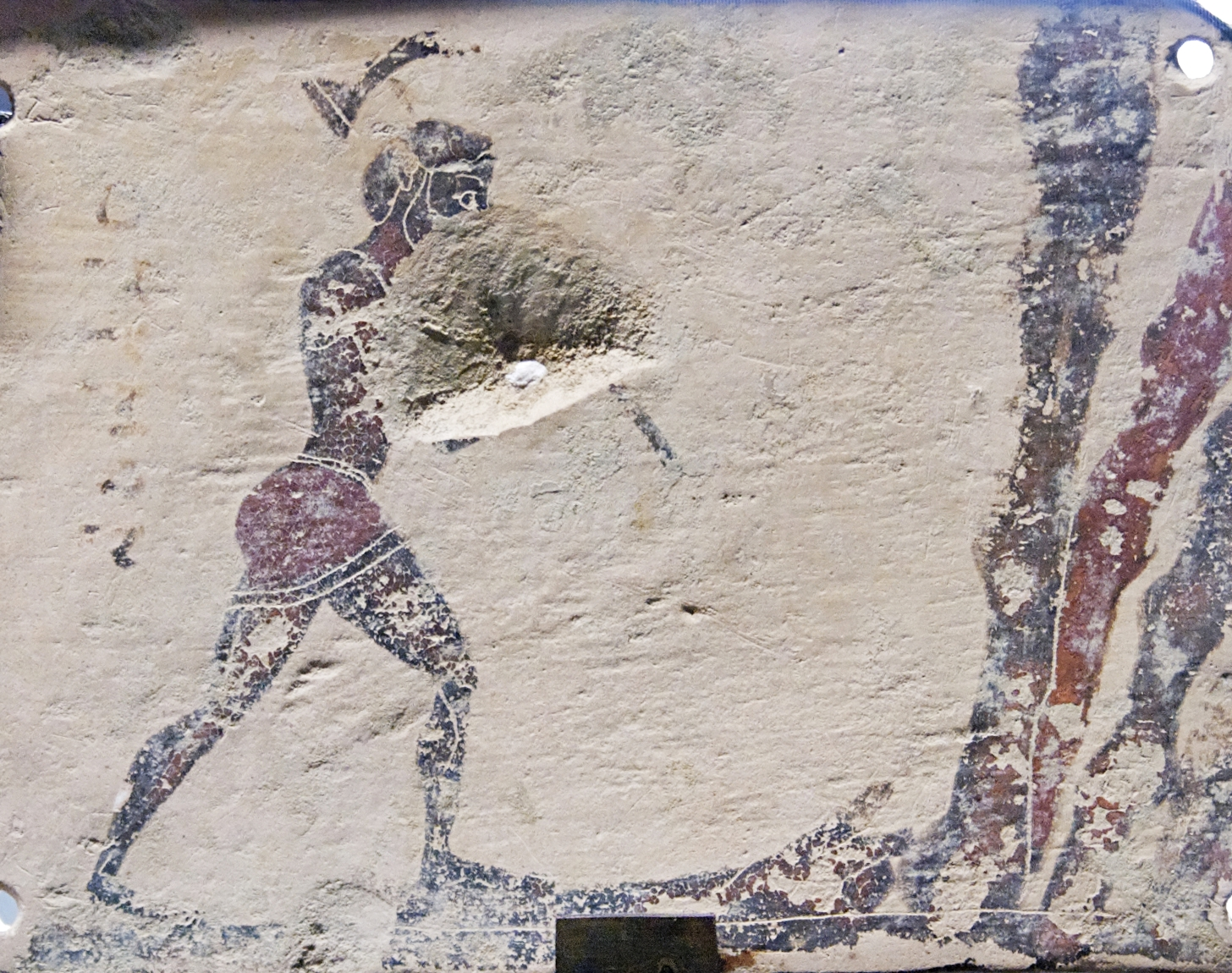
Видобуток глини, чорнофігурна коринфська пінака

Найперші відомості про технологію виготовлення давньогрецької кераміки дають глиняні пінаки із Коринфа, на яких зображено основні етапи процесу. Коли у VI столітті до н. е. настала доба розквіту Стародавніх Афін, розписна та чорнолакова кераміка стала найдосконалішою. Афіни володіли й покладами вторинних глин, збагачених залізом, що мають природний червоний колір. Вони дуже пластичні, добре тримають форму і високо придатні для керамічного виробництва. Ці глини і нині видобуваються у передмісті Амарусі сучасних Афін. У стародавні часи глини добували у ямах-копанках та перевозили до афінського кварталу гончарів — Керамікосу (від назви якого походить слово кераміка).
Перш за все, здійснювали очищення: у спеціальну ванну-басейн із глиною збирали дощову воду. Після відстоювання важкі домішки опускались на дно. Верхній шар глини і води зливали у сусідній басейн. Цю операцію повторювали кілька разів, після чого воду зливали. Сформувавши блоки, глину висушували впродовж кількох місяців на відкритому повітрі, при цьому, аби перешкодити усадці, додавали пісок та подрібнений шамот, граніт тощо.

## Чорний лак
Теодор Шуман встановив, що аттичний чорний лак за складом не відрізняється від глини і не має жодних домішок чи барвників. Чорний колір обумовлений оксидом заліза, який за окислювального опалу дає яскраво-червоний, а при відновлювальному — чорний колір. Експериментуючи, він визначив, що для приготування чорного лаку необхідно змішати 115 г глини, 0,5 л води та 2,5 г метафосфату натрію (у давнину використовували поташ). Впродовж 48 годин відстоювання розчин розшаровувався: середній шар — шар, придатний для створення ваз, а верхній шар колоїдної глини використовували для виготовлення чорного лаку, попередньо висушуючи до набуття глибокого коричневого кольору. Лак використовували густим темно-коричневого кольору, аби досягти після опалу чорної блискучо-глянцевої поверхні, або розбавленим, аби отримати палітру жовто-коричневих кольорів. Лак цілком можна було зберігати у сухому вигляді і при потребі розводити водою.

## Формування вази

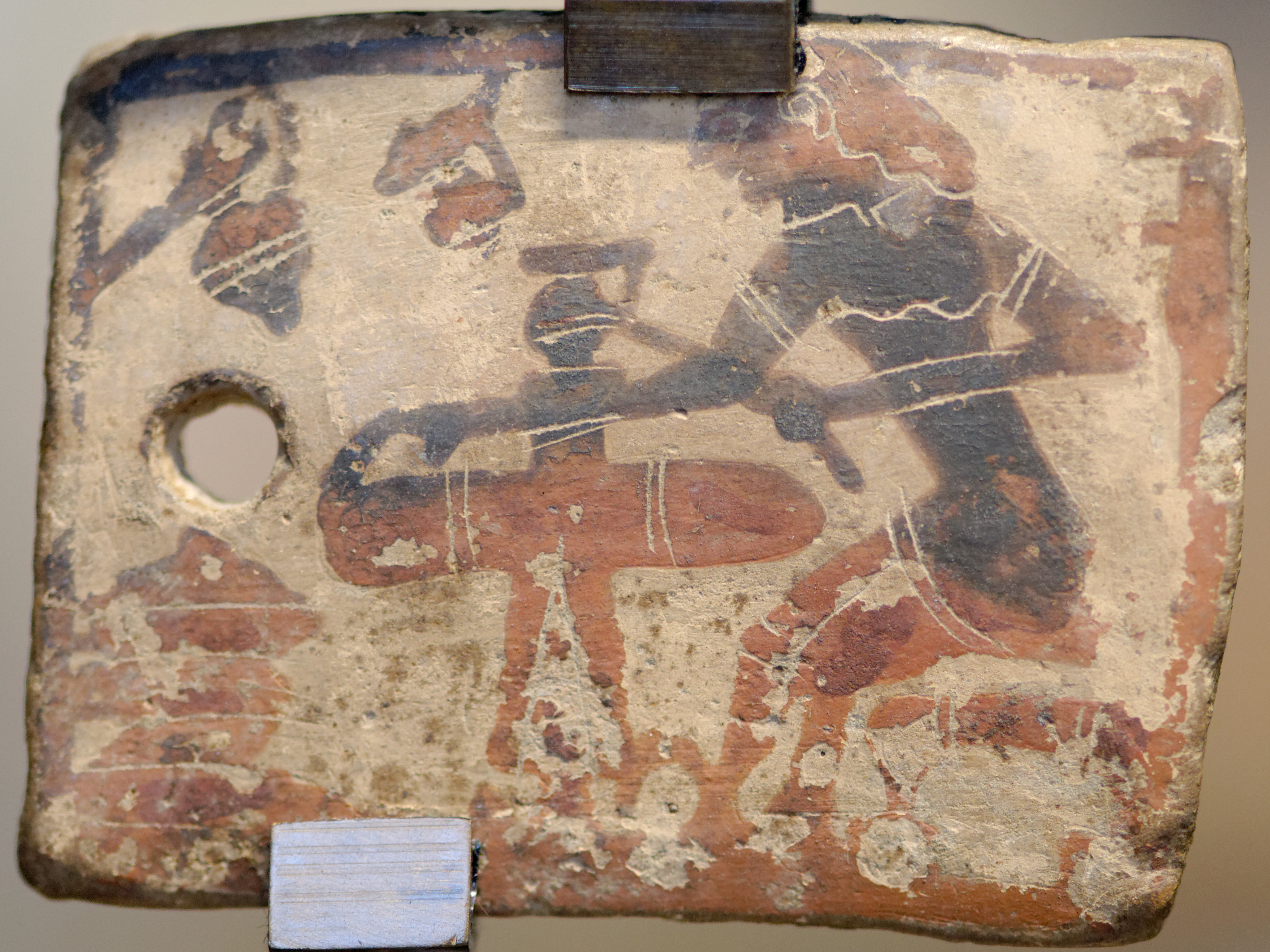
Формовка вази за гончарним кругом, чорнофігурна пінака, Лувр

Для формування корпусу вази використовували ручний гончарний круг діаметром близько 60 см, який обертав спеціально найманий робітник або раб. Зважаючи на високу пластичність аттичних глин, вази виготовляли з одного шматку глини, проте кратери або гідрії особливо великих форм склеювали з кількох кілець рідкою глиною. Для посудин складних форм окремо формували ніжку, ручки, які з'єднували із корпусом останніми. Після цього вазу залишали висихати.

## Декорування
Побутовий столовий посуд вкривали тільки чорним лаком. Розписну ж кераміку спочатку вкривали розчином тонкоподрібненої вохри, полірували гладким каменем або дерев'яним бруском і тільки потім вкривали чорним лаком. Після опалу поверхня, не вкрита лаком, мала рожево-помаранчевий колір, відтінок залежав від вмісту у вохрі оксиду заліза.

### Чорнофігурний вазопис
Першим етапом було нанесення гострим інструментом ескізу, циркулем промальовували круглі деталі, зокрема щити тощо Широким пензлем вкривали лаком ті поверхні, які після опалу мали стати чорними. Область розпису обмежували найчастіше орнаментальною лінією. Потім тонким пензлем чорним лаком і кольоровими накладними фарбами малювали фігури, що складали композицію вазопису. На завершальному етапі гострим металічним інструментов продряпували такі тонкі деталі, як риси обличчя, драпіруваня одягу, мускулатура.

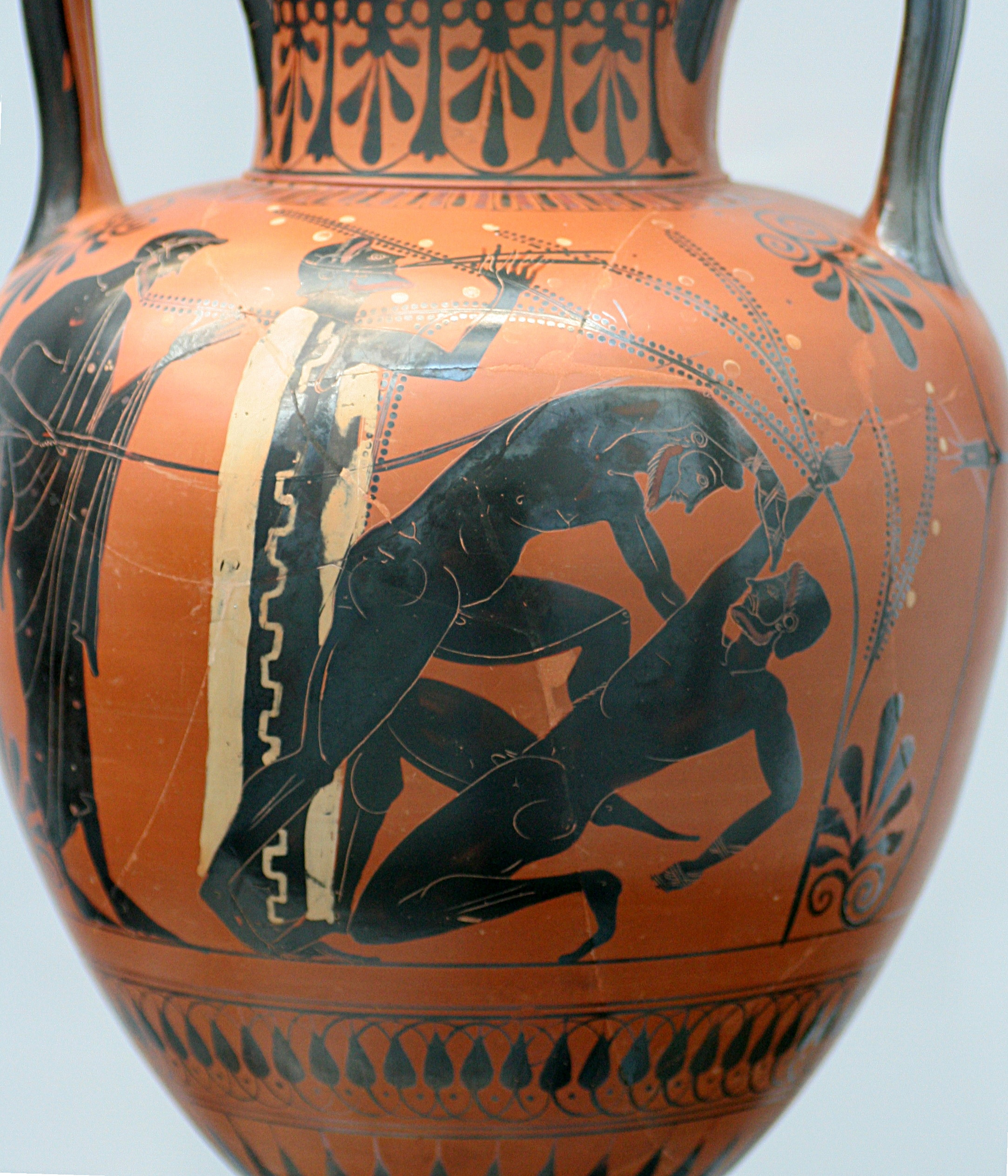
Чорнофігурна аттична амфора
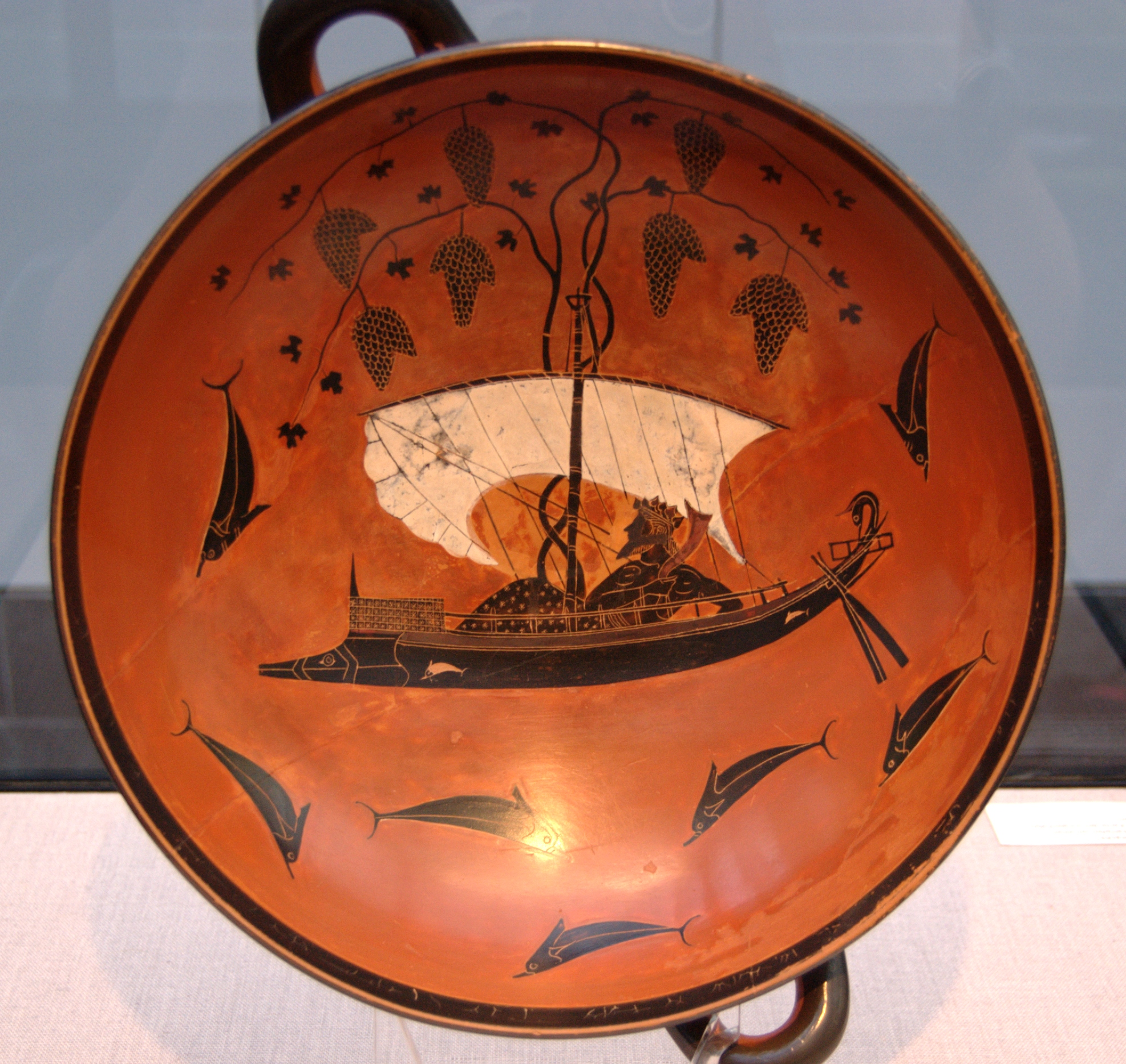
Чорнофігурний Кілікс Діоніс у човні, або «Чаша з очима», вазописець Ексекій, Державне античне зібрання
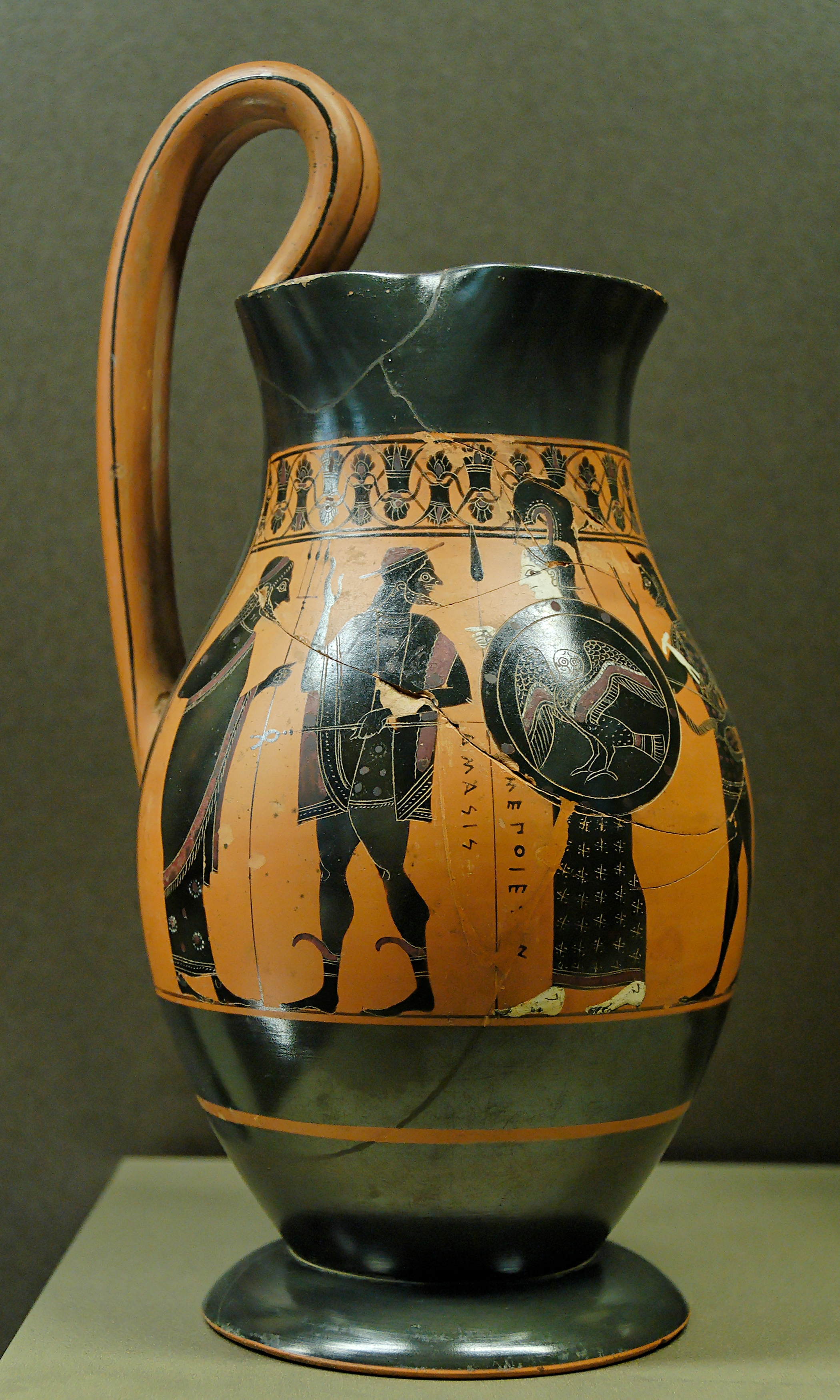
Геракл та Афіна, бл. 540до н. е., Лувр
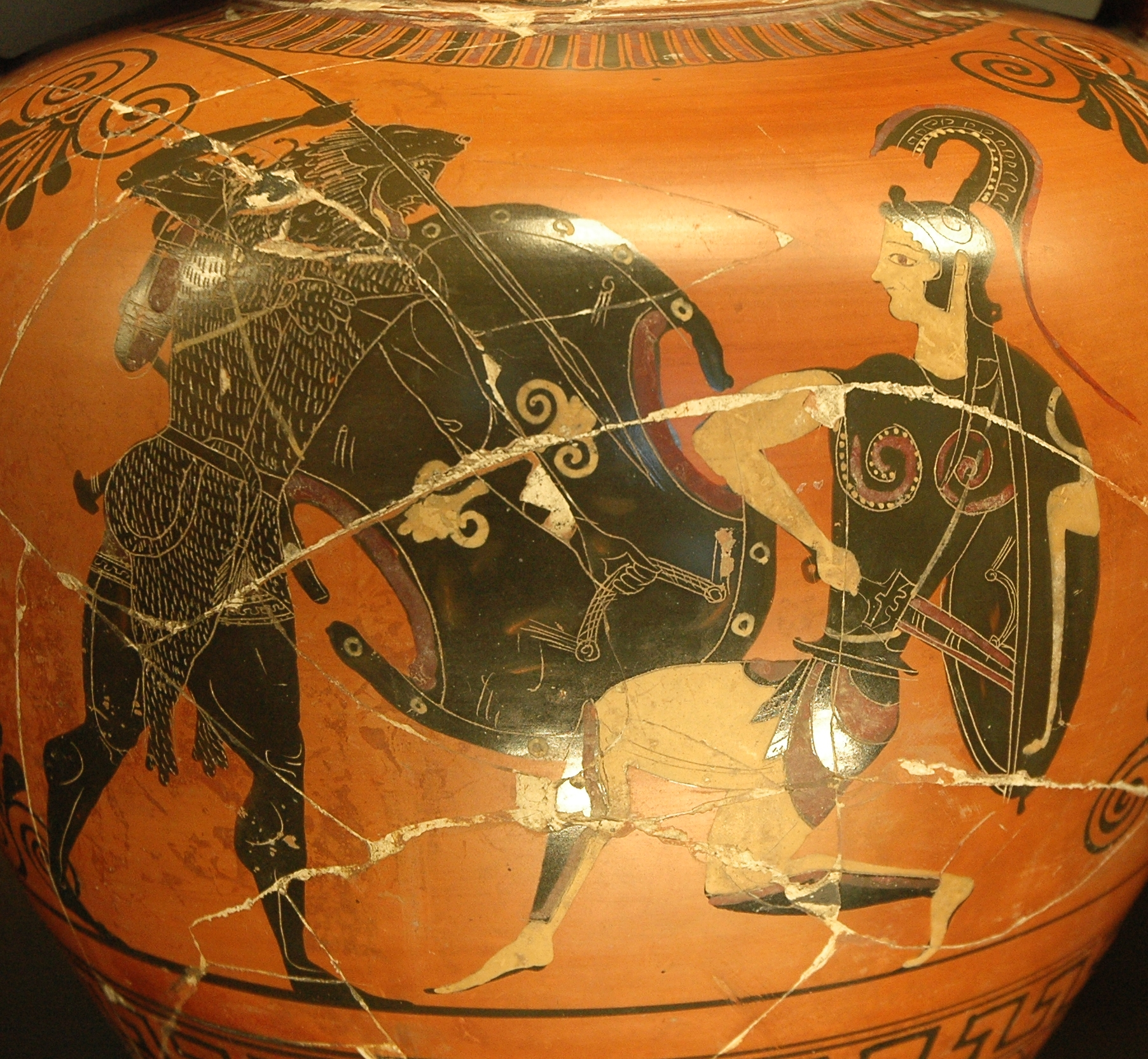
Геракл бореться проти  амазонок. Ранній  чорнофігурний стиль, тіло жінки виконано в білому кольорі. Близько 530 до н.е., Лувр, Париж
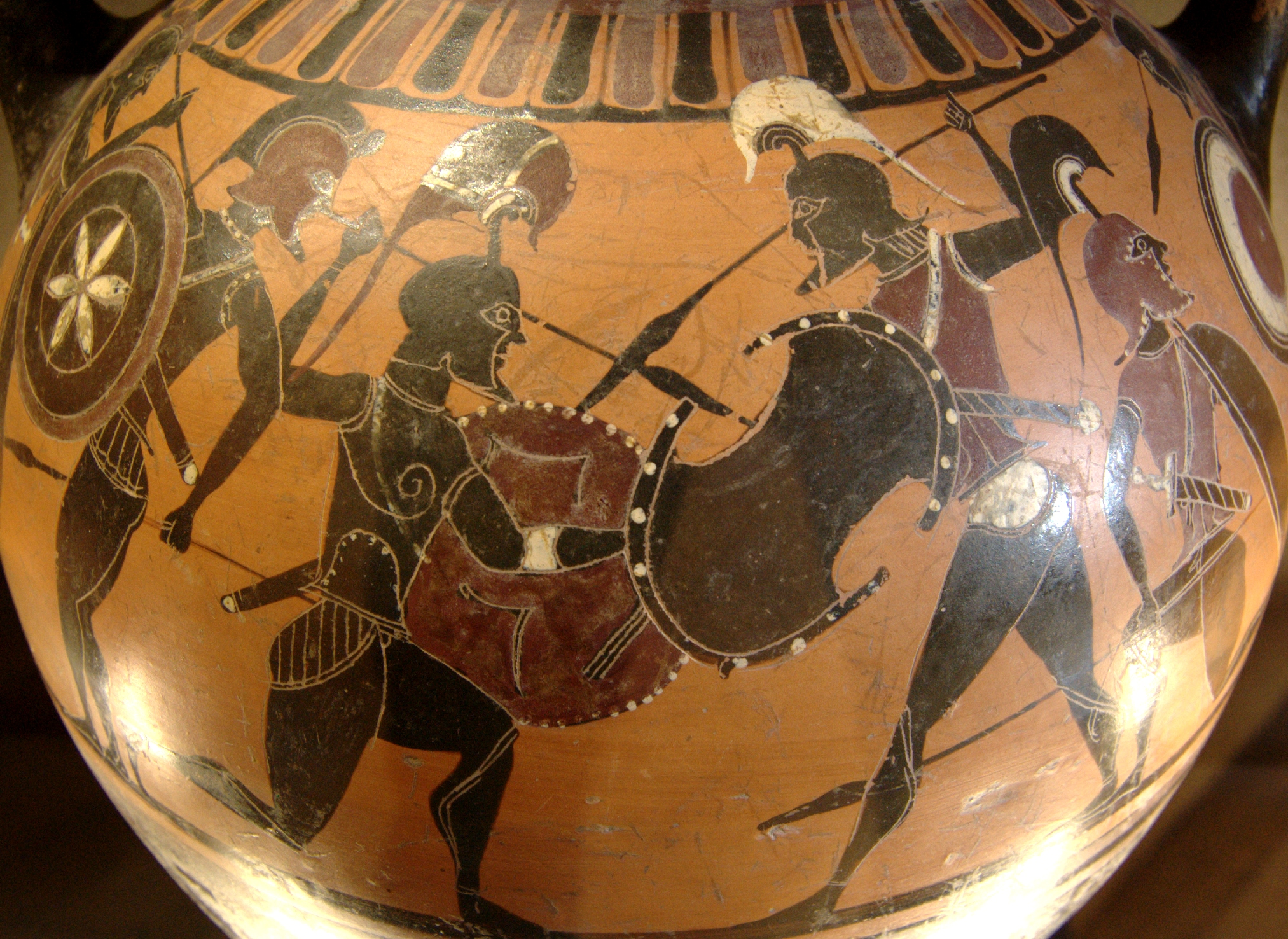
Сцена аттичної чорнофігурної амфори, Вазописець Прометея, VI століття до н. е., Лувр, Париж

### Червонофігурний вазопис
На ранніх етапах розвитку червонофігурного вазопису після полірування вази майстри також наносили гострим інструментом ескізний малюнок. Проте згодом, вдосконаливши техніку, цей етап найчастіше пропускався, виконувався тільки для складних, нешаблонних візерунків. Контур ескізних ліній вкривався густим чорним лаком, аби відокремити майбутні червоні фігури від чорного тла посудини. Джозеф Ноубль вважав, що до початку 5 століття до н. е., коли у вазописі почали переважати живописні прийоми, для створення рельєфних контурів давньогрецькі вазописці використовували особливий інструмент — сірінгу. Пізніше вони працювали пензлем, а для тонких деталей користувались пташиним пером — ними створювався внутрішній розпис фігур. На завершальному етапі простір між фігурами та ручки вази (та/або ніжка) вкривалися чорним лаком.

### Поліхромія
Для вазопису V–IV століть у Греції та III століття до н. е. областей Великої Греції характерне створення різнобарвного малюнку. Особливо популярною стала біла фарба — нею позначались обличчя фігур (здебільшого жіночих — амазонок), геральдичних грифонів, окремі предмети, як ріг достатку, тенії (стрічки). Білу фарбу виготовляли із білої глини з низьким вмістом оксиду заліза (який із ростом концентрації давав усе інтенсивніший жовтий відтінок) і наносили поверх глини або лаку, потім розбавленим лаком промальовували риси обличчя тощо. Відомий навіть анонімний майстер Вазописець білих облич.
Окрім білого в ужиток увійшли сірі та блакитно-фіолетові фарби. Їх виготовляли шляхом додавання до білої фарби певної кількості розбавленого чорного лаку (до 75%). Для отримання червоної фарби із чорним лаком змішували тонкоподрібнений залізняк. Нерідко малюнок — гірлянди, крила еротів, браслети та інші коштовності — прикрашалися позолотою. Для цього використовували тонколистове золото.

## Випал

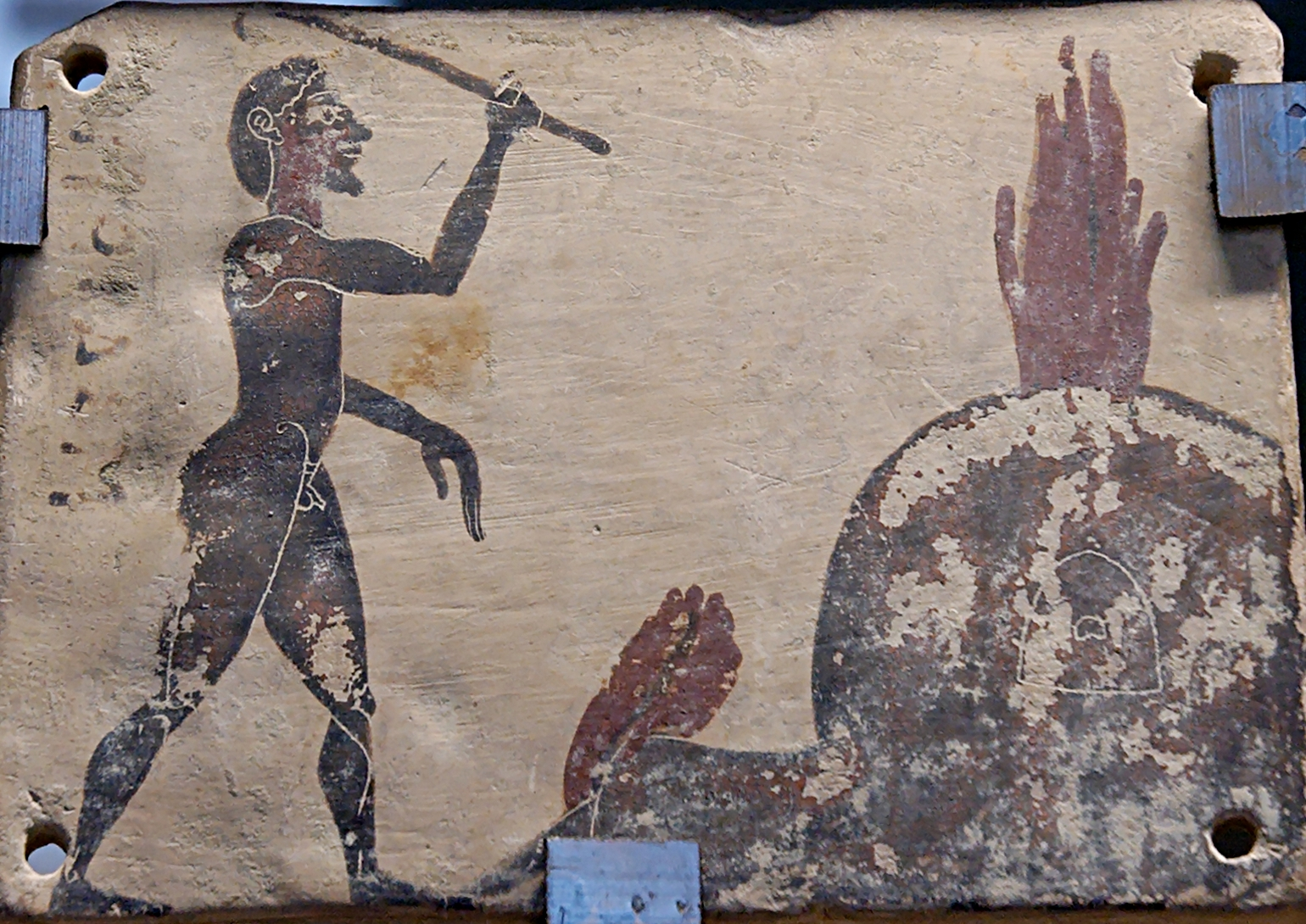
Майстерня гончара, коринфська пінака із Пентескуфії

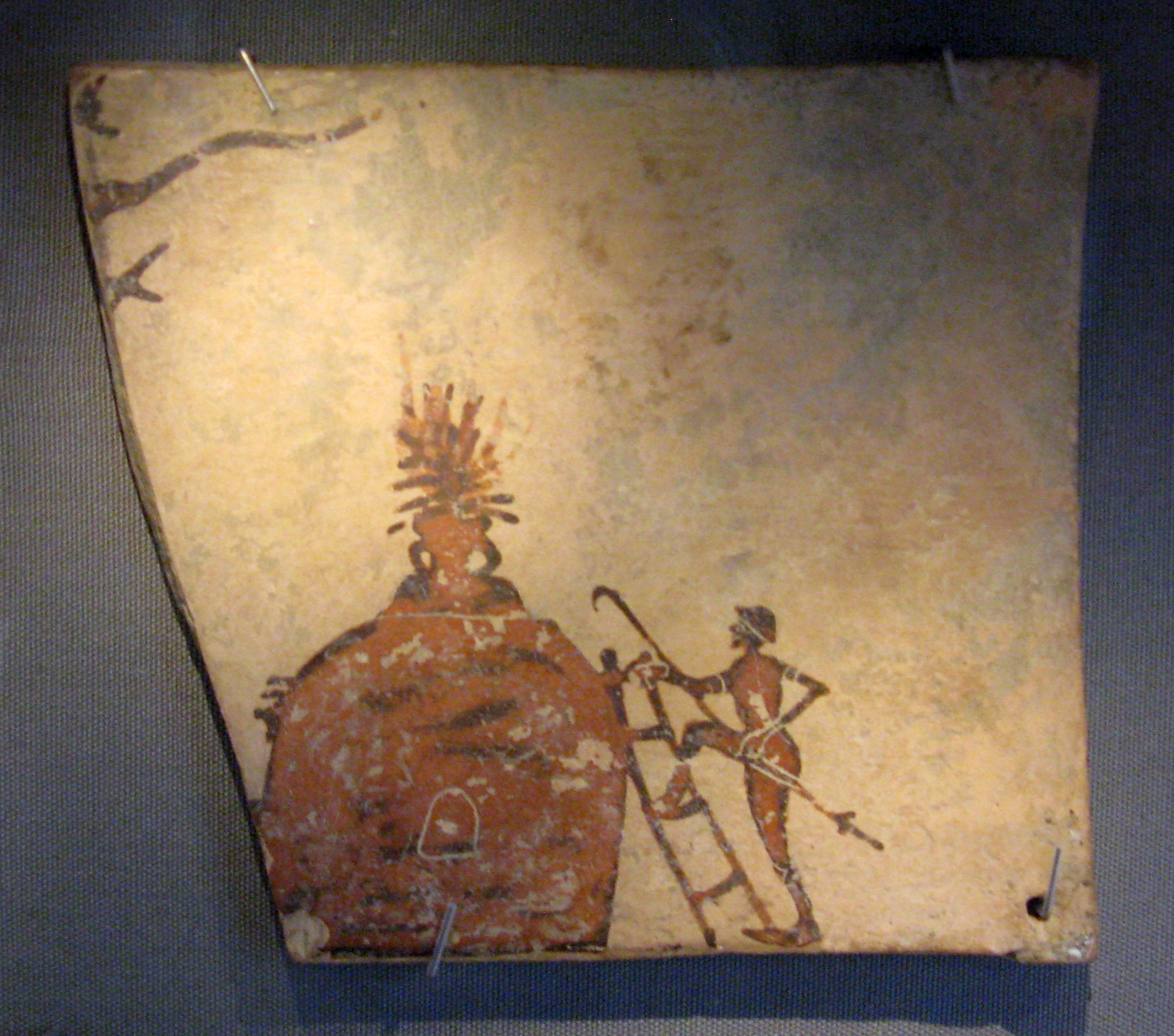
Гончар піднімається до верхнього отвору печі, аби діставши уламок, перевірити перебіг випалу

Печі для опалу кераміки у Стародавній Греції та її колоніях здебільшого мали круглу форму, діаметром до 1 м. Печі, в яких випалювали піфоси або черепицю могли сягати 3–4 м у діаметрі. Топили печі дровами та хмизом. Верхня частина печі була куполоподібною із отвором, куди виходило полум'я. У той момент, коли випал переходив у відновлювальний режим, цей отвір закривали, за сучасними експериментальними підрахунками, на 30 хвилин. Кераміка до печі завантажувалась через великий боковий отвір. Оскільки чорний лак не плавився під час випалу, посудини ставили одна в одну. Сам отвір замазували глиною, залишаючи невеликий «вічко» для спостереження за процесом випалу. Разом із вазами у піч поміщали окремі черепки розбитих невипалених посудин. Їх у певні моменти діставали через верхній отвір для перевірки перебігу процесу. Зокрема в Афінах знайдено багато таких уламків, витягнутих із печі на різних стадіях випалу кераміки.
Під час випалу особливо стежили за температурою. Якщо вона опускалась нижче 800 °C, то глина набувала червоного, а не чорного кольору. Перший окиснювальний етап відбувався за відкритого верхнього отвору. Потім у піч підкидували зелені гілки або вогкі дрова, ставили у піч посудину із водою (для відновлювального режиму необхідна волога) і закривали верхній отвір — так починався відновлювальний етап, температура поступово піднімалась до 900 °C. За такого режиму випал тривав, за сучасними підрахунками, близько 30 хвилин. Тоді верхній отвір відкривали, забезпечуючи знову доступ кисню, дрова більше не додавали, а піч поступово остигала.

### Хімічні реакції
Хімічні реакції при випалі досліджені Теодором Шуманом, Мейвіс Бімсон, В. Гофманом. Глина посудини і тонкий шар лаку містять сесквіоксид заліза Fe2O3 (червоний залізняк). Відновний етап випалу відбувається при недостачі кисню і наявності водяної пари. При горінні високовуглецевого палива утворюється не діоксид вуглецю CO2, а монооксид вуглецю CO, який приєднує до себе частину кисню з оксиду заліза:
{\displaystyle \mathrm {Fe_{2}O_{3}+CO\longrightarrow 2FeO+CO_{2}} }.
Утворений монооксид заліза FeO має чорний колір. Наявність водяної пари сприяє утворенню магнетиту, що має інтенсивніший чорний колір ніж монооксид заліза:
{\displaystyle \mathrm {Fe_{3}O_{4}\cdot Fe_{2}O_{3}+CO\longrightarrow 2Fe_{3}O_{4}+CO_{2}} }.
Унаслідок і посудина і лакована поверхня стають інтенсивно чорними. При окиснювальному етапі під впливом кисню у пористій глині посудини FeO і Fe3O4 переходять у червоний сесквіоксид заліза Fe2O3, тоді як у щільних ошлакованих покритих лаком поверхнях при остиганні печі такого не відбувається і поверхні вкриті лаком лишаються чорними.

## Можливі дефекти
Процес випалу був дуже складним. Через найменше скупчення повітря всередині посудини, вона могла лопнути, зруйнувавши й інші вази у печі. Серед дефектів нерідко траплялись викривлення форми, асиметричний корпус, нерівні вінця або ніжка — це могло бути наслідком змішування різнорідних глин. На поверхні посудини могли проступати червоні плями, або якщо одна сторона після випалу ставала не чорною, а бурою, це означало, що температура випалу у відповідний момент не була оптимальною та рівномірною у печі. Якщо це червоний колір без металевого блиску — температура була нижчою за 800 °C, якщо ж навпаки колір чорний із інтенсивним блиском — за окиснювального етапу температура була надто високою. Траплялось і так, що через надлишок поташу, лак набував не чорного, а оливкового кольору, оскільки залізо частково переходило у двовалентний стан Fe(OH)2.

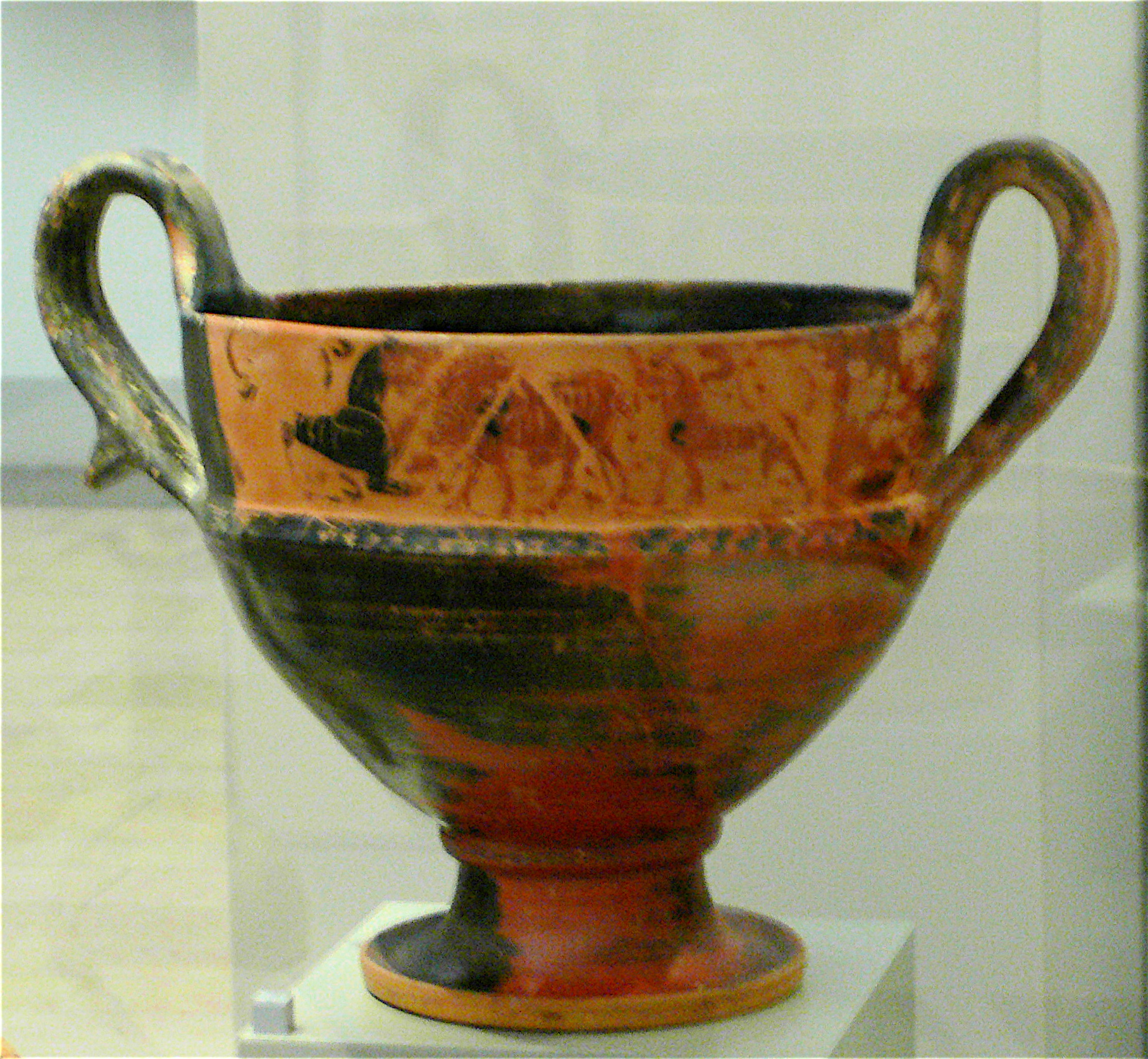
Випалена лише зліва внизу чорнофігурна чаша
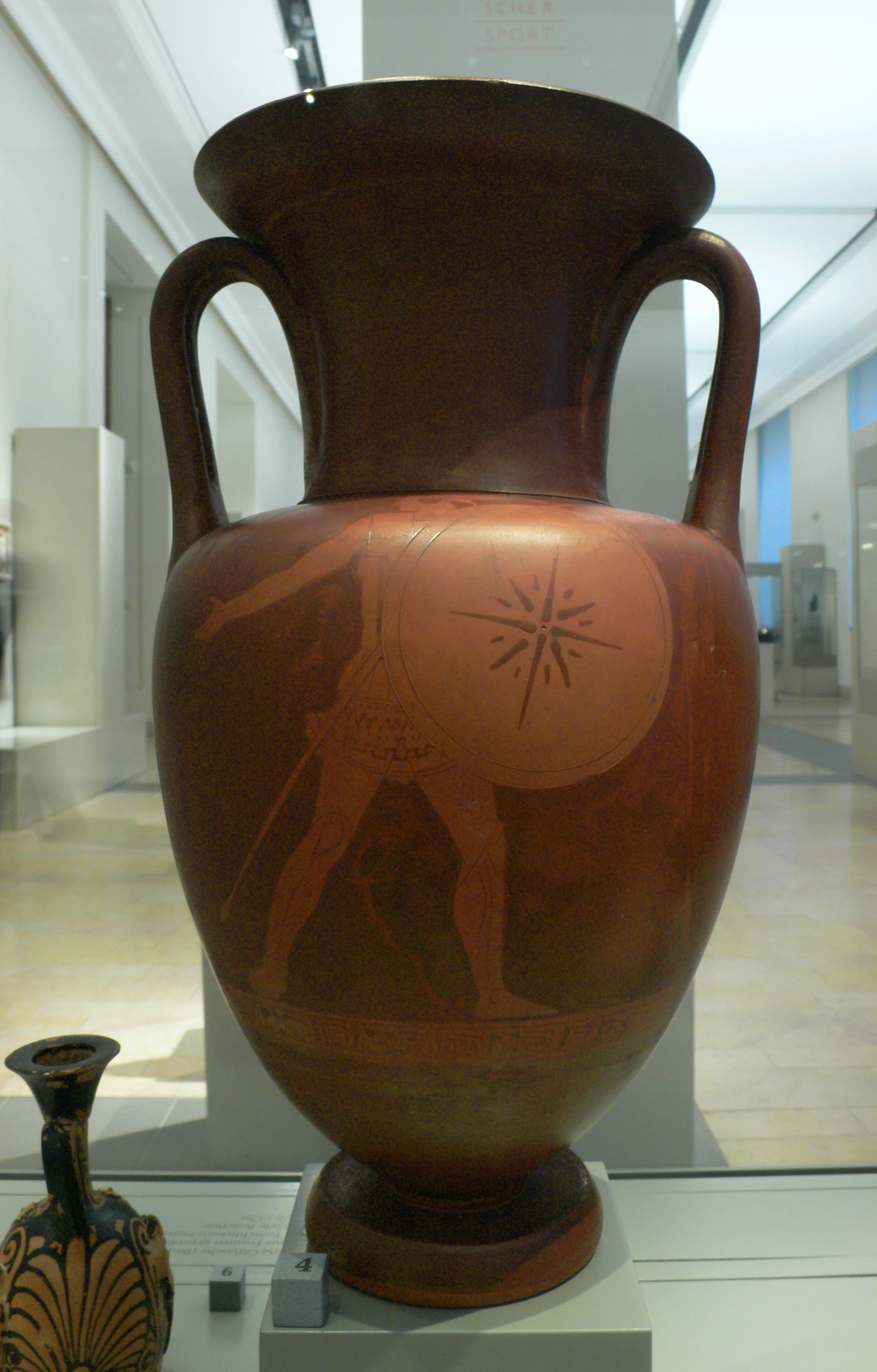
Недостатньо випалена червонофігурна ваза
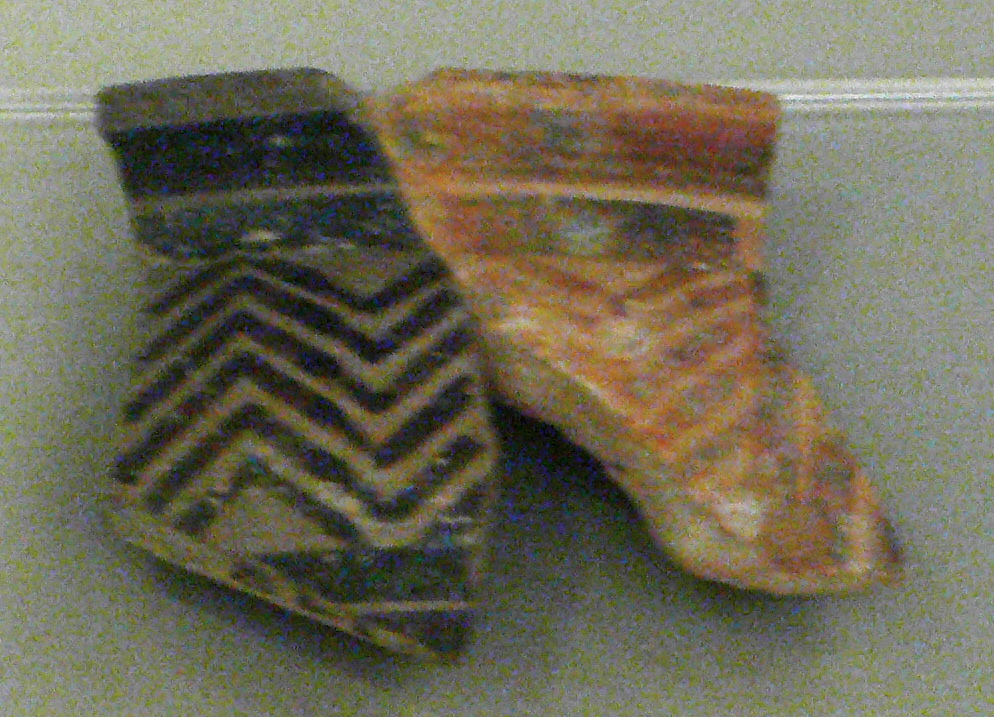
Уламки різного ступеня окиснення, імовірно використовувалися для перевірки процесу (лівий повністю окиснений, правий — частково)